# Andy Selva
Andy Selva (Roma, Italia, 25 de mayo de 1976) es un exfutbolista y actual entrenador sanmarinense de origen italiano. Jugaba como delantero y su último club fue La Fiorita del campeonato sanmarinense de fútbol (única categoría del fútbol de San Marino). Actualmente dirige a Tre Fiori.
De padre latino (italiano) y madre sanmarinense, Selva optó por representar al equipo de San Marino. Ha aparecido más de setenta veces con el equipo nacional y ha anotado ocho tantos, siendo el máximo goleador en la historia de su selección. Además es, junto con Manuel Marani, uno de los dos únicos jugadores que ha anotado más de un gol con la selección de fútbol de San Marino y el primero que anotó en una victoria oficial de San Marino.
También es el futbolista sanmarinense con más goles, con 127, sumando los 8 de su selección para un total de 135 goles en su historia.[cita requerida]

## Trayectoria
Selva empezó su carrera en la temporada 1994-95, en el campeonato Eccellenza con el Latina Calcio 1932, en el que marcó cinco goles en 26 partidos. En la siguiente temporada, Selva anotó 10 goles en 31 partidos en el Civita Castellana de la Serie D, antes de mudarse a Fano (Serie C2), donde permaneció hasta marzo de 1998, jugó 32 partidos con un solo gol.

## Clubes
| Club                      | País       | Año       | PJ | Goles |
| ------------------------- | ---------- | --------- | -- | ----- |
| Civita Castellana         | Italia     | 1995-1996 | 31 | 10    |
| U. S. Catanzaro           | Italia     | 1998-1999 | 38 | 7     |
| S. S. D. Tivoli 1919      | Italia     | 1999-2000 | 21 | 15    |
| A. C. D. S. S. Maceratese | Italia     | 2001-2002 | 5  | 1     |
| U. S. Grosseto F. C.      | Italia     | 2002      | 15 | 2     |
| Bellaria Igea             | Italia     | 2002-2003 | 30 | 22    |
| SPAL                      | Italia     | 2003-2005 | 50 | 20    |
| Padova                    | Italia     | 2005-2006 | 20 | 2     |
| U. S. Sassuolo            | Italia     | 2006-2009 | 59 | 23    |
| Hellas Verona F. C.       | Italia     | 2009-2011 | 58 | 8     |
| A. C. Fidenza 1922        | Italia     | 2011-2012 | 6  | 1     |
| S. S. La Fiorita          | San Marino | 2012-2018 | 21 | 11    |

### Goles internacionales
| # | Fecha      | Lugar                          | Rival                | Gol  | Resultado | Competición                |
| - | ---------- | ------------------------------ | -------------------- | ---- | --------- | -------------------------- |
| 1 | 14-10-1998 | Estadio Olímpico, Serravalle   | Austria              | 1-4  | 1-4       | Clasif. Eurocopa 2000      |
| 2 | 28-2-2001  | Estadio Rey Balduino, Bruselas | Bélgica              | 10-1 | 10-1      | Clasificación Mundial 2002 |
| 3 | 30-5-2001  | Estadio Olímpico, Serravalle   | Bélgica              | 1-2  | 1-4       | Clasificación Mundial 2002 |
| 4 | 28-4-2004  | Estadio Olímpico, Serravalle   | Liechtenstein        | 1-0  | 1-0       | Amistoso                   |
| 5 | 30-3-2005  | Estadio Olímpico, Serravalle   | Bélgica              | 1-1  | 1-2       | Amistoso                   |
| 6 | 04-6-2005  | Estadio Olímpico, Serravalle   | Bosnia y Herzegovina | 1-2  | 1-3       | Clasificación Mundial 2006 |
| 7 | 17-10-2007 | Estadio Olímpico, Serravalle   | Gales                | 1-2  | 1-2       | Clasif. Eurocopa 2008      |
| 8 | 11-10-2008 | Estadio Olímpico, Serravalle   | Eslovaquia           | 1-2  | 1-3       | Clasificación Mundial 2010 |